# Clarence Chamberlin
Pour les articles homonymes, voir Chamberlin.
Clarence Duncan Chamberlin, né le 11 novembre 1893 à Denison et mort le 30 ou le 31 octobre 1976 à Derby, est un pionnier américain de l'aviation.
Il est le deuxième homme à piloter un aéronef à voilure fixe à travers l'océan Atlantique, de New York en Europe continentale, tout en transportant le premier passager aérien transatlantique, Charles Levine.